# 讷维尔叙欧图
讷维尔叙欧图（法語：Neuville-sur-Authou，法語發音：[nøvil syʁ otu]）是法国厄尔省的一个市镇，位于该省西部偏北，属于贝尔奈区。

## 地名
法语词“sur”意为“在……上方”，在地名中常接河名，此时地名按“XXX河畔XXX”译，但此处的“欧图”（Authou）并不是河名，而是临近的一个市镇，“Neuville-sur-Authou”一名意为“欧图上方的讷维尔”。

## 地理
讷维尔叙欧图（49°12'41"N, 0°38'14"E）面积5.54 平方千米，位于法国诺曼底大区厄尔省，该省份为法国北部内陆省份，北起滨海塞纳省，西接奧恩省和卡爾瓦多斯省，南至厄尔-卢瓦省，东临瓦兹省、瓦兹河谷省和伊夫林省。
与讷维尔叙欧图接壤的市镇（或旧市镇、城区）包括：布雷蒂尼、利韦叙欧图、莫尔桑、埃皮讷圣母村。
讷维尔叙欧图的时区为UTC+01:00、UTC+02:00（夏令时）。

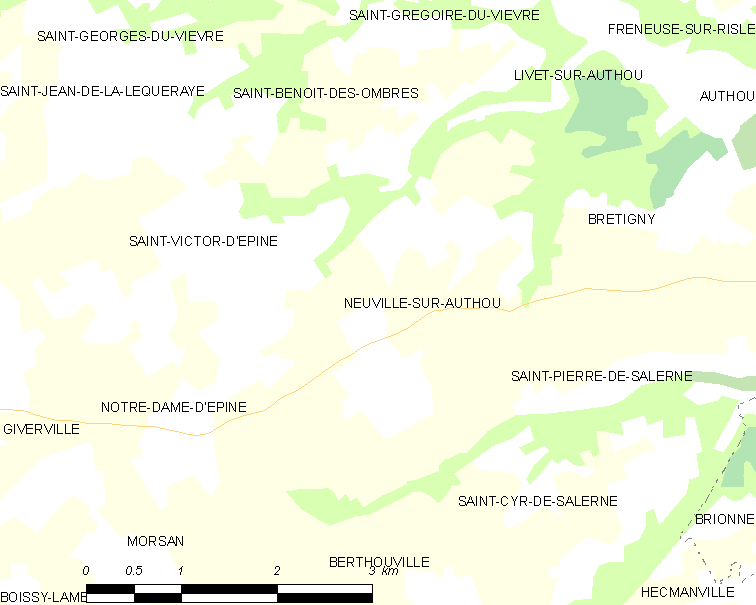
讷维尔叙欧图的OSM定位图

## 行政
讷维尔叙欧图的邮政编码为27800，INSEE市镇编码为27433。

## 政治
讷维尔叙欧图所属的省级选区为布里奥讷县。

## 人口

1962-2008年间讷维尔叙欧图人口变化图示

讷维尔叙欧图于2022年1月1日时的人口数量为192人。